# Axarvegur

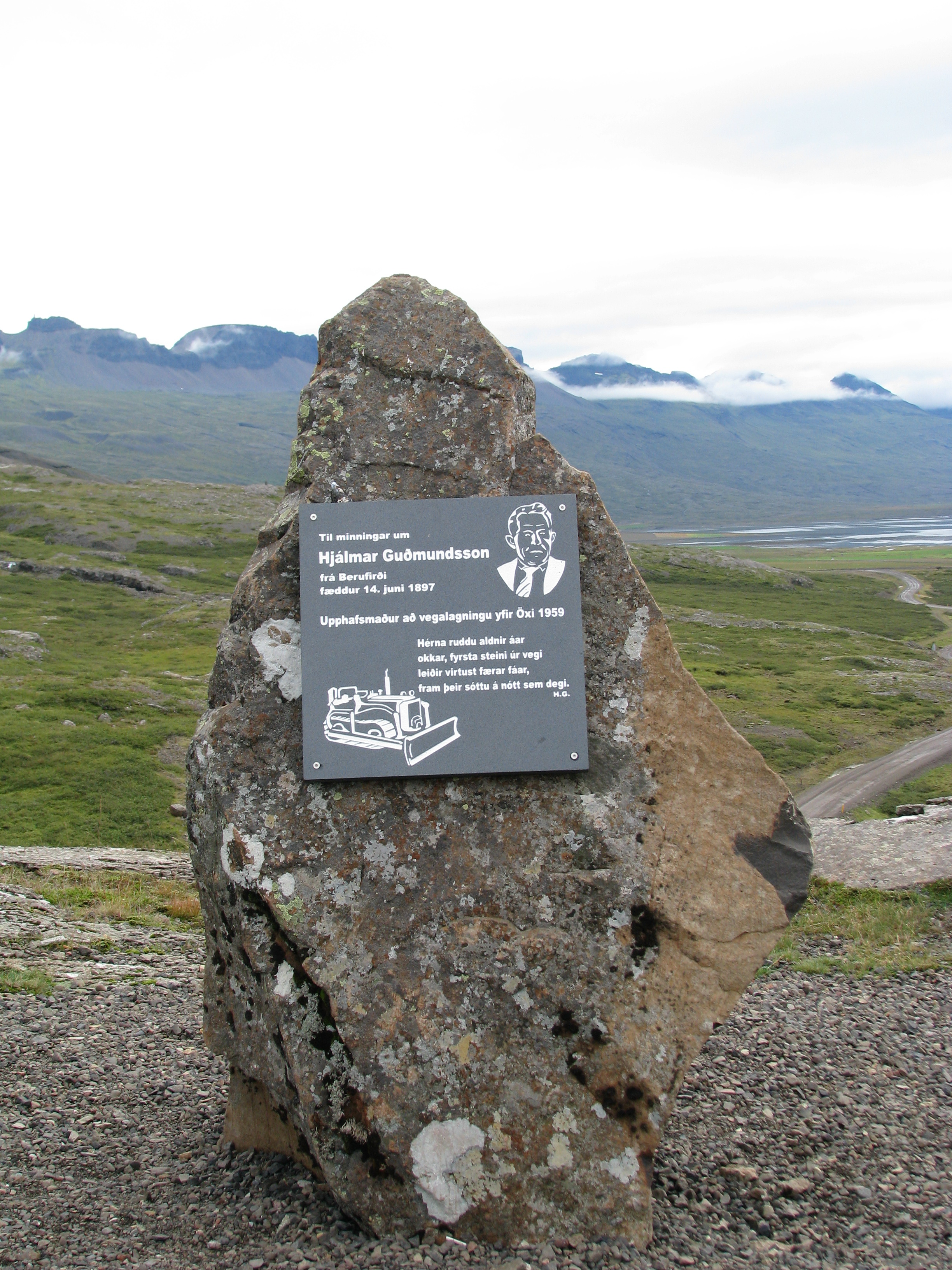
Erinnerung an Hjálmar Guðmundsson

Der Axarvegur ist eine nicht asphaltierte Nebenstraße im Osten von Island.
Er verbindet den Skriðdals- og Breiðdalsvegur  auf der Breiðdalsheiði mit der Ringstraße  im Berufjörður.
Über ihn verläuft mit 185 km die kürzeste Straßenverbindung zwischen Egilsstaðir und Höfn í Hornafirði.
Die Strecke über die frühere Ringstraße, den Skriðdals- og Breiðdalsvegur, ist 58 km oder ganz über die jetzt asphaltierte Ringstraße 67 km länger.
Hjálmar Guðmundsson (1897–1971) initiierte 1959 diesen Weg über den 532 m hohen Öxi-Pass.
Eine Stele erinnert an ihn.

Vor dem Ausbau ab 1999 war dieser Weg nur eine Piste mit Furten, die zwar die Strecke verkürzte, nur für Allradfahrzeuge befahrbar war mehr Zeit in Anspruch nahm als der längere Weg über die Ringstraße.
Über den Axarvegur fuhren im Jahr 2020 im Jahresdurchschnitt 101 Fahrzeuge am Tag (Sommer 245 / Winter 2).
In den Jahren 2000 waren es im Jahresdurchschnitt 15 Fahrzeuge und 2010 85 Fahrzeuge am Tag.
Auch wenn der Axarvegur keine F-Straße ist, so ist er doch im Winter unbefahrbar.
So wurde er am 25. März 2022 erstmals für das Jahr geräumt.
Es gibt Pläne, dass der Axarvegur weiter ausgebaut werden soll.
Dabei wird er etwas kürzer, die maximalen Steigungen sollen von jetzt 22 % auf 8 % reduziert werden.
Die Brücke über die Yxnagilsá innri schon seit 1988 überbrückt,
Die weiteren 4 Brücken wurden erst zwischen 1999 und 2000 gebaut.
Nach 8,68 km zweigt der Ódáðavatnsvegur nach Westen zum Ódáðavatn ab.

Über die letzte 42 m lange, einspurige Brücke der Berufjarðará aus dem Jahre 1957 führte bis zum August 2019 die Ringstraße.
Der Axarvegur wurde durch die Verlegung der Ringstraße um 2 km verlängert und verläuft auf ihrer alten Strecke bis zur Abzweigung im Berufjörður.

## Beispiel zu den Winter- und Straßenbedingungen
Am 8. März 2024 wurde der Axarvegur früher als sonst nach dem Winter geräumt und ist befahrbar.
Es gibt noch vereiste Stellen.
Zu dem Zeitpunkt ist der Skriðdals- og Breiðdalsvegur vom Abzweig des Axarvegurs, über die Breiðdalsheiði bis ins Breiðdalur noch unbefahrbar und sogar für jeden Verkehr gesperrt.